# Bastenaken
Bastenaken (Frans: Bastogne, Duits: Bastenach, Luxemburgs: Baaschtnech) is een stad en gemeente in de Belgische provincie Luxemburg. De stad telt sinds de fusie met Bertogne die van kracht werd op 2 december 2024 meer dan 20.000 inwoners, die Bastenakenaars worden genoemd.
Sinds 2 december 2024 is Bastenaken gefuseerd met de gemeente Bertogne waardoor, met 264,69 km², de gemeente de grootste van België werd in oppervlakte.

## Kernen

### Deelgemeenten
| # | Naam                 | Opp. (km²) | Inwoners (2020) | Inwoners per km² | NIS-code |
| - | -------------------- | ---------- | --------------- | ---------------- | -------- |
| 1 | Bastenaken           | 30,87      | 9.618           | 312              | 82003A   |
| 2 | Bertogne             | 23,34      | 1.030           | 44               | 82005A   |
| 3 | Flamierge            | 37,65      | 1.192           | 32               | 82005C   |
| 4 | Longchamps           | 30,68      | 1.434           | 47               | 82005B   |
| 5 | Longvilly            | 32,46      | 1.455           | 45               | 82003E   |
| 6 | Noville              | 42,35      | 2.146           | 51               | 82003D   |
| 7 | Villers-la-Bonne-Eau | 23,69      | 482             | 20               | 82003C   |
| 8 | Wardin               | 43,66      | 2.574           | 59               | 82003B   |

### Overige kernen
- Bastenaken : Bizory, Chifontaine, Hemroulle, Isle-la-Hesse, Isle-le-Pré, Savy, Senonchamps;
- Bertogne : Compogne en Bethomont
- Flamierge : Givry, Givroulle, Frenet, Gives, Berhain, Wigny, Salle, Troismont, Tronle en Roumont
- Longchamp : Fays, Monaville, Withimont, Rouette, Champs, Mande-Saint-Etienne, Rolley en Flamisoul
- Longvilly : Al-Hez, Arloncourt, Bourcy, Horritine, Michamps, Moinet, Oubourcy ;
- Noville: Cobru, Fagnoux, Foy-Notre-Dame, Hardigny, Luzery, Rachamps, Recogne, Vaux, Wicourt ;
- Villers-la-Bonne-Eau : Livarchamps, Losange, Lutrebois, Lutremange, Remoifosse ;
- Wardin : Benonchamps, Bras, Harzy, Mageret, Marenwez, Marvie, Mont, Neffe.

## Geschiedenis

### Het Ardennenoffensief
Bastenaken is vooral bekend geworden door de Slag om Bastenaken, tijdens het Ardennenoffensief in december 1944. Nadat de geallieerde legers het grootste deel van België hadden bevrijd, ondernamen delen van de Duitse Wehrmacht (en vooral SS) een tegenoffensief in de richting van de Maas. Bastenaken, verdedigd door de Amerikaanse 101 Airborne Division onder leiding van generaal Anthony McAuliffe, werd van 21 tot de doorbraak van Patton op 26 december omsingeld door het Duitse leger. De Amerikanen hielden stand. Toen een Duitse onderhandelaar hem kwam vragen zich over te geven, antwoordde McAuliffe volgens de overlevering "Nuts!" wat in het Amerikaans Engels zoveel betekent als "Gestoord!"

## Bezienswaardigheden
In het Bastogne War Museum op de Mardassonheuvel is een grote tentoonstelling over de oorlogsgeschiedenis ondergebracht. Niet ver daarvan staat het stervormige Mémorial du Mardasson, dat ruim uitzicht biedt over de omgeving. De Slag om Bastenaken als onderdeel van de Slag om de Ardennen wordt ook toegelicht in de Bastogne War Rooms (tot 2024 de Bastogne Barracks) en bij het tankmonument.
Overige bezienswaardigheden in Bastenaken zijn de romaanse Sint Pieterskerk.
Bastenaken vormt het keerpunt van de wielerklassieker Luik-Bastenaken-Luik.

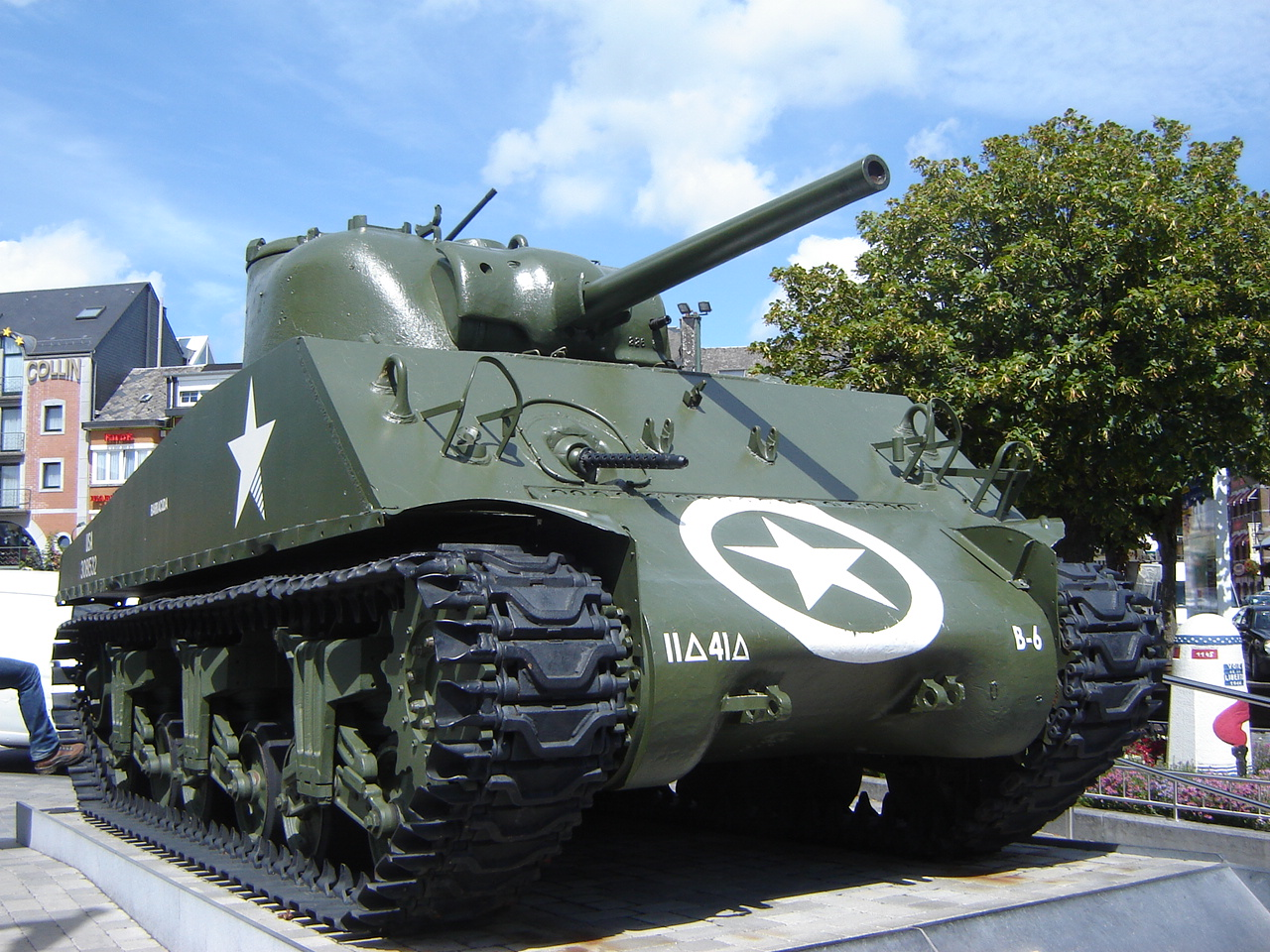
Tankmonument op Place General McAuliffe

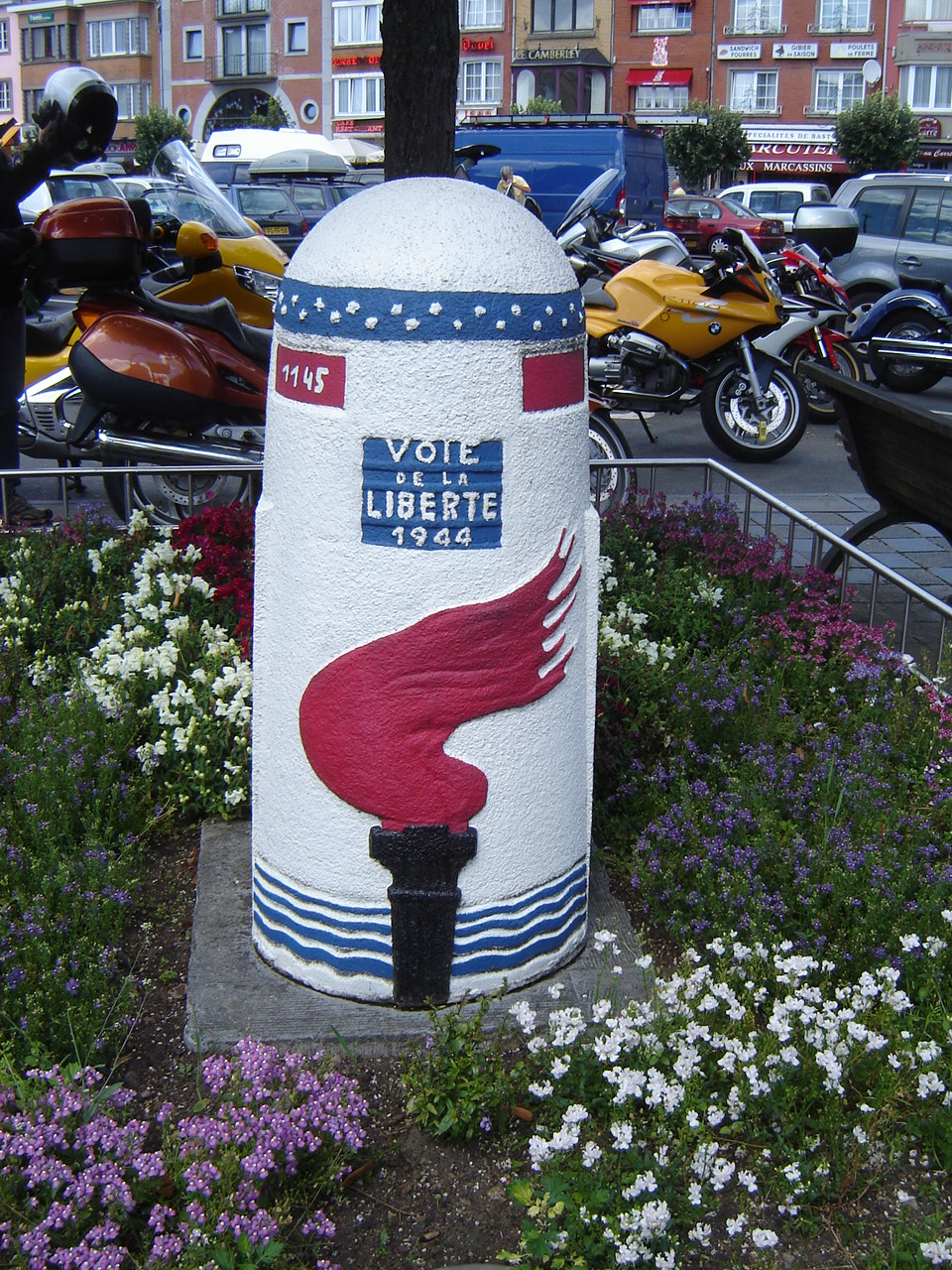
Bastenaken, Voie de la Liberté op Place General McAuliffe

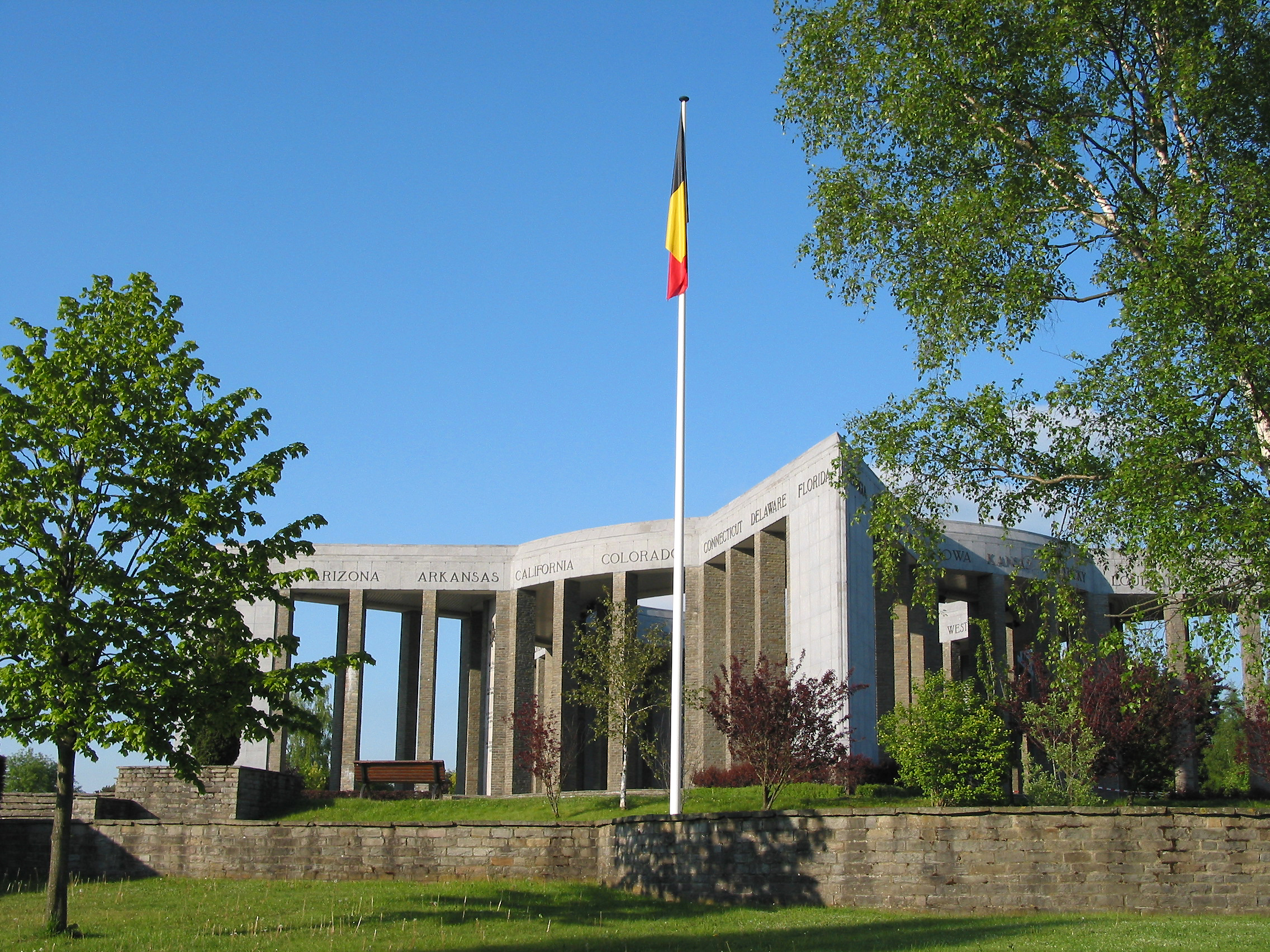
Bastenaken, Mémorial du Mardasson

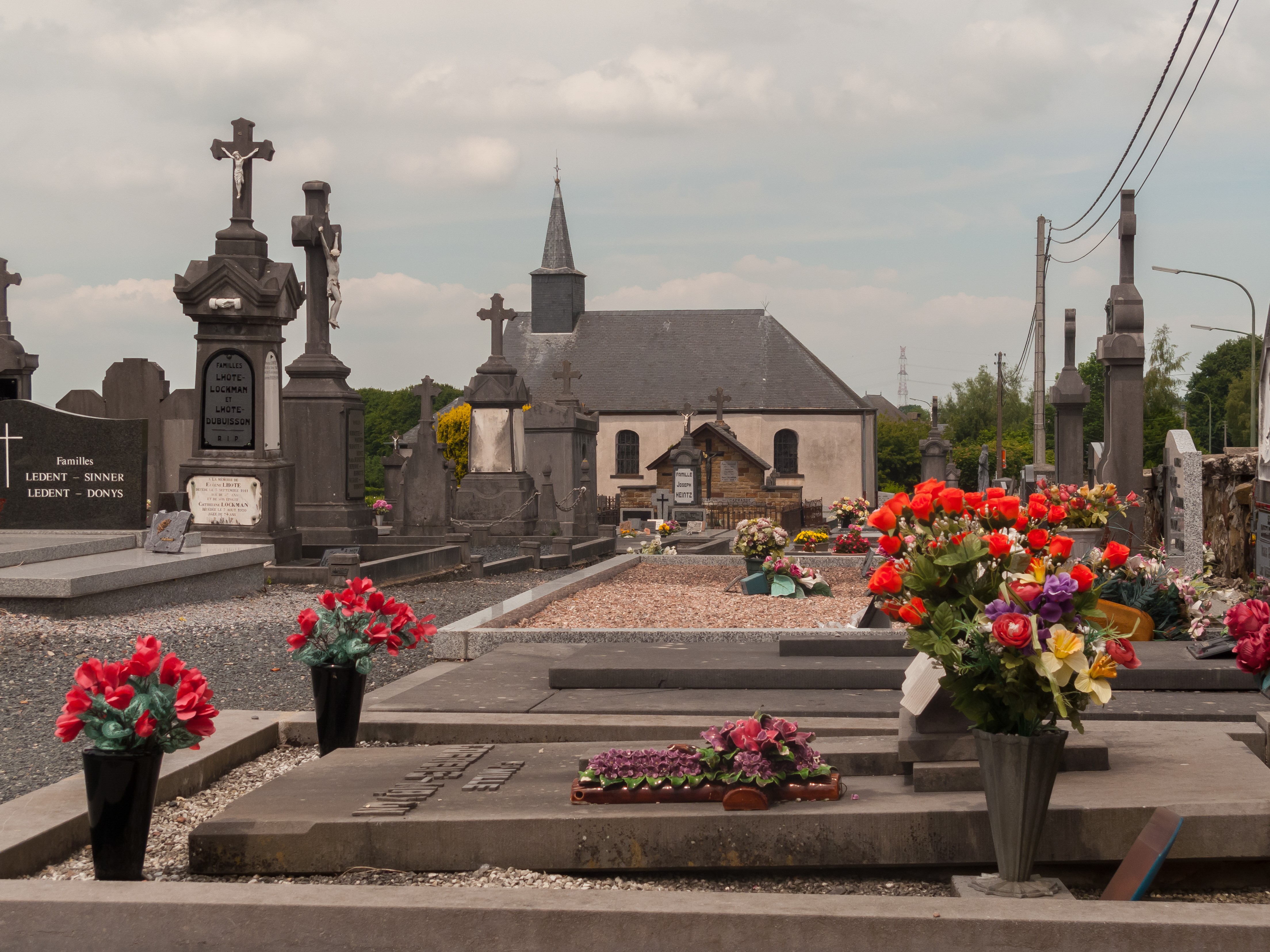
Begraafplaats en kapel (chapelle Saint-Laurent)

## Politiek

### Resultaten gemeenteraadsverkiezingen sinds 1976
| Partij               | Partij                                                                | 10-10-1976 | 10-10-1976 | 10-10-1982 | 10-10-1982 | 9-10-1988 | 9-10-1988 | 9-10-1994 | 9-10-1994 | 8-10-2000 | 8-10-2000 | 8-10-2006 | 8-10-2006 | 14-10-2012 | 14-10-2012 | 14-10-2018 | 14-10-2018 | 13-10-2024 | 13-10-2024 |
| Stemmen / Zetels     | Stemmen / Zetels                                                      | %          | (*)        | %          | 21         | %         | 21        | %         | 23        | %         | 23        | %         | 23        | %          | 25         | %          | 25         | %          | 27         |
| -------------------- | --------------------------------------------------------------------- | ---------- | ---------- | ---------- | ---------- | --------- | --------- | --------- | --------- | --------- | --------- | --------- | --------- | ---------- | ---------- | ---------- | ---------- | ---------- | ---------- |
|                      | PSC1 / être2 / CDH3 / LDB-CDH4 / LDB5                                 | 52,21      | 1          | 54,751     | 13         | 55,551    | 13        | 60,061    | 15        | 39,31     | 9         | 32,472    | 7         | 65,033     | 17         | 64,004     | 17         | 62,815     | 18         |
|                      | Notre Commune                                                         | -          |            | -          |            | -         |           | -         |           | -         |           | 11,0      | 2         | -          |            | -          |            | -          |            |
|                      | PS1 / ACTIONA / AVENIRB / @venirC / Citoyens+D                        | 11,181     | 1          | 4,871      | 0          | 10,631    | 1         | 36,67A    | 8         | 55,11B    | 14        | 56,53B    | 14        | 31,36C     | 8          | 32,07D     | 8          | -          |            |
|                      | PRL1 / PRL-IC2 / ACTIONA / AVENIRB / @venirC / Citoyens+D / Ensemble3 | 32,791     | 7          | 38,351     | 8          | 33,822    | 7         | 36,67A    | 8         | 55,11B    | 14        | 56,53B    | 14        | 31,36C     | 8          | 32,07D     | 8          | 31,833     | 9          |
| Anderen(*)           | Anderen(*)                                                            | 3,83       | 0          | 2,03       | 0          | -         |           | 3,27      | 0         | 5,59      | 0         | -         |           | 3,6        | 0          | 3,93       | 0          | 5,36       | 0          |
| Totaal stemmen       | Totaal stemmen                                                        | 7126       | 7126       | 7614       | 7614       | 8067      | 8067      | 8451      | 8451      | 9030      | 9030      | 9865      | 9865      | 10082      | 10082      | 10835      | 10835      | 13339      | 13339      |
| Opkomst %            | Opkomst %                                                             |            |            |            |            | 96,7      | 96,7      | 95,22     | 95,22     | 95,31     | 95,31     | 95,32     | 95,32     | 91,91      | 91,91      | 92,77      | 92,77      | 88,43      | 88,43      |
| Blanco en ongeldig % | Blanco en ongeldig %                                                  | 2,95       | 2,95       | 3,13       | 3,13       | 3,89      | 3,89      | 4,72      | 4,72      | 4,91      | 4,91      | 5,50      | 5,50      | 5,29       | 5,29       | 5,84       | 5,84       | 8,37       | 8,37       |

(*) 1976: NNC (3,83%) / 1982: ECOLO (2,03%) / 1994: ECOLO (3,27%) / 2000: OUVERT (5,59%) / 2012: Respect (3,6%) / 2018: Alternative(s) (2,39%), Parti Populaire (1,54%) / 2024: Respect (5,36%)
De meerderheid wordt vet aangegeven. De grootste partij is in kleur.
Vanaf 2024 wordt ook in Bertogne voor de gemeenteraad van Bastenaken gestemd.

## Demografische ontwikkeling

### Demografische ontwikkeling voor de fusie
- Bron:NIS - Opm:1831 t/m 1970=volkstellingen; 1976= inwoneraantal op 31 december

### Demografische ontwikkeling van de fusiegemeente (1977-2024)
Alle historische gegevens hebben betrekking op de gemeente, inclusief deelgemeenten, zoals ontstaan op 1 januari 1977 tot en met 1 december 2024.
- Bronnen:NIS, Opm:1831 tot en met 1981=volkstellingen; 1990 en later= inwonertal op 1 januari
- 1977: aanhechting van Longvilly, Noville, Villers-la-Bonne-Eau en Wardin en van de gehuchten Hemroulle en Savy van Longchamps en van de gehuchten Isle-le-Pré en Senonchamps van Sibret

### Demografische ontwikkeling van de fusiegemeente ontstaan op 2 december 2024
Alle historische gegevens hebben betrekking op de huidige gemeente, inclusief deelgemeenten, zoals ontstaan na de fusie van 2 december 2024.
| Inwoners van jaar tot jaar op 1 januari 1992 tot heden | Inwoners van jaar tot jaar op 1 januari 1992 tot heden | Inwoners van jaar tot jaar op 1 januari 1992 tot heden |
| jaar                                                   | Aantal                                                 | Evolutie: 1992=index 100                               |
| ------------------------------------------------------ | ------------------------------------------------------ | ------------------------------------------------------ |
| 1992                                                   | 14.847                                                 | 100,0                                                  |
| 1993                                                   | 15.012                                                 | 101,1                                                  |
| 1994                                                   | 15.092                                                 | 101,7                                                  |
| 1995                                                   | 15.389                                                 | 103,7                                                  |
| 1996                                                   | 15.421                                                 | 103,9                                                  |
| 1997                                                   | 15.595                                                 | 105,0                                                  |
| 1998                                                   | 15.741                                                 | 106,0                                                  |
| 1999                                                   | 15.914                                                 | 107,2                                                  |
| 2000                                                   | 16.115                                                 | 108,5                                                  |
| 2001                                                   | 16.419                                                 | 110,6                                                  |
| 2002                                                   | 16.526                                                 | 111,3                                                  |
| 2003                                                   | 16.767                                                 | 112,9                                                  |
| 2004                                                   | 16.892                                                 | 113,8                                                  |
| 2005                                                   | 16.981                                                 | 114,4                                                  |
| 2006                                                   | 17.076                                                 | 115,0                                                  |
| 2007                                                   | 17.388                                                 | 117,1                                                  |
| 2008                                                   | 17.635                                                 | 118,8                                                  |
| 2009                                                   | 17.815                                                 | 120,0                                                  |
| 2010                                                   | 18.030                                                 | 121,4                                                  |
| 2011                                                   | 18.227                                                 | 122,8                                                  |
| 2012                                                   | 18.310                                                 | 123,3                                                  |
| 2013                                                   | 18.512                                                 | 124,7                                                  |
| 2014                                                   | 18.594                                                 | 125,2                                                  |
| 2015                                                   | 18.836                                                 | 126,9                                                  |
| 2016                                                   | 19.063                                                 | 128,4                                                  |
| 2017                                                   | 19.279                                                 | 129,9                                                  |
| 2018                                                   | 19.473                                                 | 131,2                                                  |
| 2019                                                   | 19.644                                                 | 132,3                                                  |
| 2020                                                   | 19.932                                                 | 134,2                                                  |
| 2021                                                   | 20.046                                                 | 135,0                                                  |
| 2022                                                   | 20.361                                                 | 137,1                                                  |
| 2023                                                   | 20.524                                                 | 138,2                                                  |
| 2024                                                   | 20.688                                                 | 139,3                                                  |
| 2025                                                   | 20.940                                                 | 141,0                                                  |

## Geboren
- Michèle Detaille (1957), politica (volksvertegenwoordiger)
- Fabienne Dufour (1981), zwemster
- Yves Evrard (1969), politicus (senator)
- Arsène Gribomont (1878-1956), politicus (senator)
- Alphonse Lefebvre (1867-1925), politicus (volksvertegenwoordiger en burgemeester van Bastenaken)
- Pierre Lifrange (1868-1936), politicus (senator)
- Benoît Lutgen (1970), politicus (volksvertegenwoordiger en partijvoorzitter van het Centre démocrate humaniste)
- Hubert Masbourg (1778-1851), politicus (lid Belgisch Nationaal Congres en burgemeester van Bastenaken)
- Maxime Monfort (1983), wielrenner
- Louis Olivier (1923-2015), politicus (volksvertegenwoordiger, minister en burgemeester van Bastenaken)
- Maurice Olivier (1921-2002), politicus (senator)
- Marcel Philippart de Foy (1884-1966), politicus (volksvertegenwoordiger)
- Michel Renquin (1955), voetbaltrainer, oud-voetballer en politicus
- Pierre Renquin (1911-1973), politicus (senator en burgemeester van Bastenaken)
- Daniel Plummer (1957), wielrenner